# Middlesbrough
Middlesbrough (/ˈmɪdəɫzbɹə/ⓘ es una ciudad y autoridad unitaria situada al Yorkshire del Norte, noreste de Inglaterra, Reino Unido. Es la ciudad más grande y poblada de Yorkshire del Norte, que incluye York, en 2008 contaba con unos 140.000 habitantes. Es la primera ciudad del mundo que debe su existencia al ferrocarril.
En a unas pocas millas del parque nacional North York Moors. Middlesbrough está situado en la orilla sur del río Tees, el estuario alberga una colonia de cría de focas, su bahía tiene largas playas de arena en ambas direcciones. Unos 7000 salmones y 13 000 truchas marinas migraron río arriba a través del estuario en el año 2000.
Históricamente formaba municipio de Middlesbrough del incluido dentro del condado de North Riding of Yorkshire, una de las tres subdivisiones del antiguo condado de Yorkshire. En 1968 la ciudad fue el centro del municipio de Teesside, que fue absorbido a su vez por el condado de Cleveland en 1974, el distrito de Middlesbrough también se recreó en ese año. Ya en 1996 Cleveland fue abolido y el distrito de Middlesbrough se convirtió en la autoridad unitaria de Middlesbrough, incluido dentro del presente condado de Yorkshire del Norte. 
Middlesbrough es más grande que su autoridad unitaria, incluidos los municipios de "South Bank" y "Eston" en el distrito de "Redcar y Cleveland", extensión a Teesport. El puerto de Tees es el segundo más grande del Reino Unido, y se encuentra aproximadamente a 5 km al este. Por su parte, el aeropuerto de Teesside se halla a unos 13 km al oeste, cerca de Darlington.

## Geografía y administración

### Historia cívica
Middlesbrough se incorporó como municipio en 1853. Extendió sus fronteras en 1866 y 1887, y llegó a ser un condado bajo el decreto del gobierno local en 1888. Un distrito, denominado Middlesbrough Rural District, se formó en 1894, cubriendo el área rural al sur de la ciudad. Fue abolido en 1932, y en parte fue a formar parte del municipio del condado, pero principalmente pasó al distrito de Stokesley, Stokesley Rural District.
En 1890 en el estado norteamericano de Kentucky, una nueva ciudad fue incorporada con el mismo nombre. Este nombre homónimo que se le dio fue debido al descubrimiento de depósitos de hierro en la región.
Middlesbrough está hermanada con la ciudad alemana de Oberhausen, Masvingo en Zimbabue y Dunkerque en Francia. Esta última hermandad surgió de la evacuación de Dunkerque de la Fuerza Expedicionaria Británica (British Expeditionary Force) durante la Segunda Guerra Mundial, en la que la cuarta parte de los barcos involucrados fueron desde Teesport.

### Divisiones y suburbios
La siguiente tabla muestra los diferentes distritos y suburbios en el área de Middlesbrough.
| Acklam       | Beechwood    | Berwick Hills | Brambles Farm | Brookfield | Coulby Newham         |
| Easterside   | Grove Hill   | Hemlington    | Lazenby       | Linthorpe  | Marton-in-Cleveland   |
| Marton Grove | Netherfields | Normanby      | North Ormesby | Nunthorpe  | Ormesby               |
| Pallister    | Park End     | Priestfields  | Saltersgill   | St. Hildas | Stainton-in-Cleveland |
| Thorntree    | Town East    | Town Farm     | Town West     | West Lane  | Whinney Banks         |

## Historia

### Toponimia
Aunque a menudo se piensa que es un asentamiento con una historia no muy larga, el nombre de Middlesbrough tiene unas raíces más antiguas. Mydilsburgh es el primer nombre que se le conoce. La parte final del nombre ,'-burgh', proveniente del inglés antiguo burh, que significa fortaleza, indica que antes había establecida una vieja fortaleza o asentamiento de origen pre-anglosajón. La derivación en brough dio un nombre más característico en un país donde la alternativa borough estaba más asociada con el nombre de las ciudades.
Únicamente conjeturando acerca del primer elemento del nombre, Mydil, se puede creer que es un desarrollo de la palabra middel en inglés antiguo (que habría derivado en middle, supuestamente por encontrarse en medio de dos grandes urbes cristianas como Durham y Whitby). La fortaleza estuvo, probablemente, situada en la elevación donde la iglesia de arquitectura victoriana St Hilda posteriormente fue construida (y posteriormente derribada en 1969).

### Historia medieval
En 686 una celda monástica fue consagrada por San Cuthbert a requerimiento de Santa Hilda, abadesa de Whitby; y en 1119 Robert Bruce, 1.er Lord de Cleveland y de Annandale, financió y confirmó la iglesia de Santa Hilda de Middleburg en Whitby. La importancia de la iglesia temprana en "Middleburg", conocida más adelante como priorato de Middlesbrough, es indicada por el hecho que en 1452 poseyó cuatro altares.

### Historia posindustrial
En 1801, Middlesbrough tenía una población de 25 hab. en cuatro granjas, pero durante la última mitad del siglo XIX experimentó un crecimiento sin par en Inglaterra. El desarrollo primero comenzó con la compra de la granja en 1829 de un grupo cuáquero, siendo estos hombres de negocios, dirigidos por Joseph Pease Darlington, un industrial que vio las posibilidades de Middlesbrough como puerto para el carbón del este del norte. Cuatro calles iniciales fueron construidas. Su crecimiento fue facilitado por una extensión en 1830 del ferrocarril de Stockton y de Darlington. 
En el mismo momento cuando las fortunas tempranas demostraron muestras de llevar a la declinación, hizo otro gran salto adelante ocurren, con el descubrimiento del hierro en las colinas de Eston en 1850. En 1841, Henrio Bolckow (Belko pronunciado), que había venido a Inglaterra en 1827, había formado una sociedad con Juan Vaughan de Worcester, y había comenzado una hierro-fundicio'n y un molino de balanceo en Middlesbrough. Era Vaughan que descubrió los depósitos del hierro. La producción del arrabio se levantó diez veces entre 1851 y 1856. Bolckow se convirtió en alcalde en 1853 y Middlesbrough primer miembro del parlamento (P. M.).
El crecimiento fue rápido en la ciudad.  La población de Middlesbrough como ciudad del condado aumentó a 160.000 a finales de los años 60, pero disminuyó a principios de los 80. De 2001 a 2012, la población registrada ha permanecido estable con un ligero crecimiento.
Los hermanos de Bell abrieron sus grandes ironworks en los bancos de las tes en 1853. La producción de acero comenzó en Clarence portuario en 1889 y una amalgamación con Dorman de largo seguido. Después de que la sal de la roca fuera descubierta debajo del sitio en 1874, la industria de la sal-extraccio'n en Teesside fue fundada. Ahora los hermanos de Bell habían hecho una preocupación extensa que empleaban a unas 6.000 personas. propia eminencia de Isaac Lowthian Bell en el campo de la ciencia aplicada, donde él publicó muchos papeles pesados, y como empresario que conocimiento de altos hornos altos era incomparable, conducido al reconocimiento universal. Él era el primer presidente del instituto del hierro y del acero, y el primer recipiente del medalla de oro de Bessemer en 1874. Bell era señor alcalde de Newcastle en 1854-1855, y otra vez en 1862-1863. Él sirvió como P. M. para Hartlepool en 1875-1880.

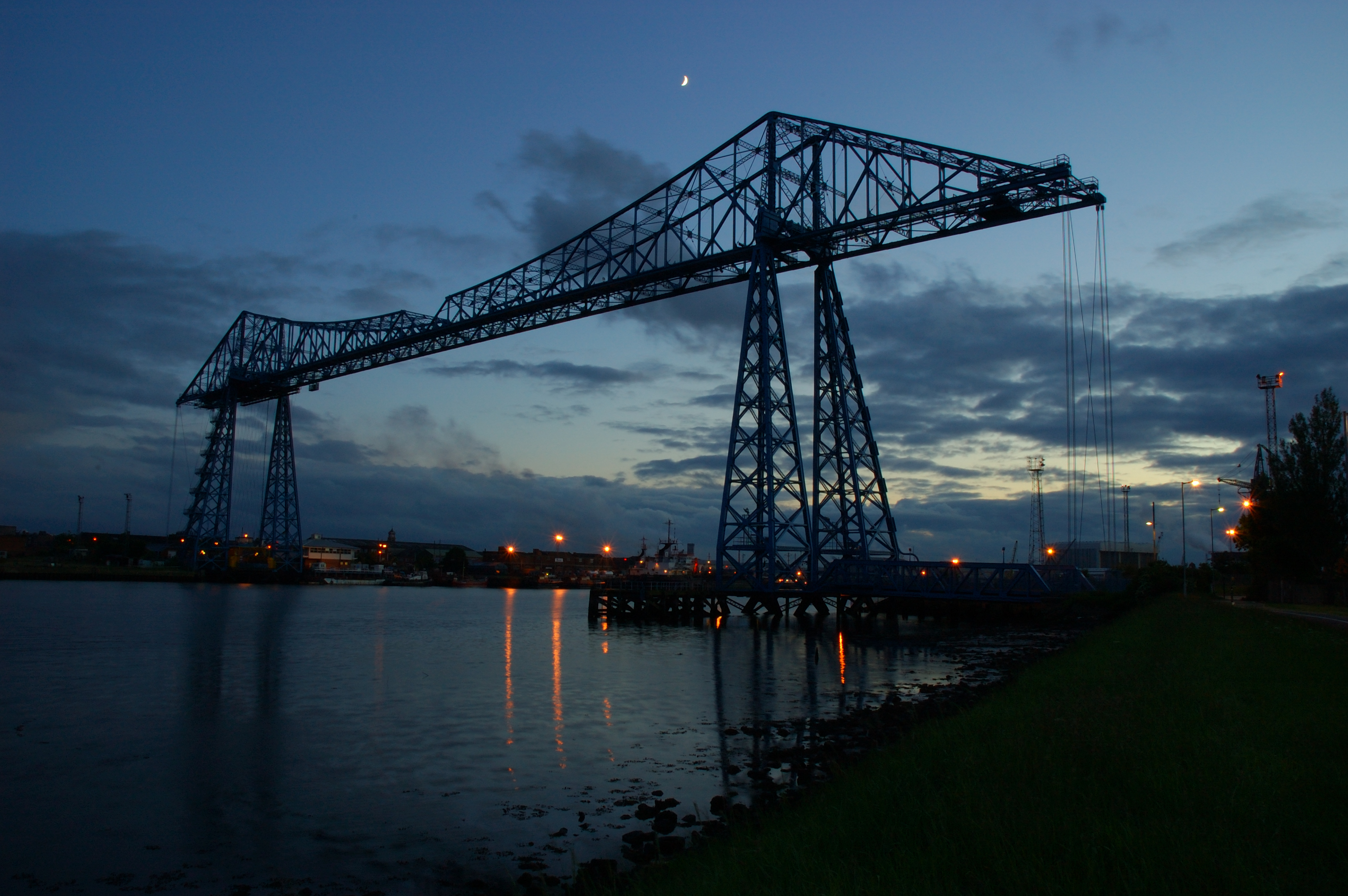
Puente del transportador en la noche.

Por muchos años en el siglo XIX Teesside fijó el precio del mundo para el hierro y el acero. Los componentes Puente de la bahía de Sídney (1932) fueron diseñados y fabricados por Dorman Long de Middlesbrough. La empresa también fue responsable del Puente New Tyne en Newcastle. Mediante una Ley del Parlamento de 1907, Sir William Arrol & Co. de Glasgow construyó el Puente Transporter (1911) que cruza el río Tees entre Middlesbrough y Port Clarence. Parte de la película Billy Elliot se filmó en el puente transportador de Middlesbrough. Con 850 pies (260 m) de largo y 225 pies (69 m) de alto, es uno de los más grandes de su tipo en el mundo y uno de los dos únicos que quedan en funcionamiento en Gran Bretaña, el otro en Newport, Gales. El puente permanece en uso diario. Es un edificio protegido de grado II.
Las grandes acerías, las plantas químicas, la construcción naval y las yardas costa afuera de la fabricación que siguieron los ironworks originales de Middlesbrough, tienen en el pasado reciente contribuido a la prosperidad de Gran Bretaña en ninguna medida pequeña y todavía hacen a este día. Middlesbrough tenía la distinción de ser la primera ciudad británica principal y el blanco industrial de ser bombardeado durante la Segunda guerra mundial cuando la Luftwaffe llegó a la ciudad el 25 de mayo 1940. Lo más notablemente posible en 1942 un solitario Dornier 217 escogido su manera con balloons de la presa y caído un palillo de bombas sobre railway ferroviaria de Middlesbrough. Es un cuento local que una o dos tiendas de los pescados y de la viruta también vinieron un cosechador a las incursiones. También se alega que Middlesbrough era el segundo blanco en la lista de la Unión Soviética de blancos nucleares BRITÁNICAS durante la guerra fría, debido a la mezcla de la industrialización pesada, a una planta de energía atómica, a un puerto importante, y a una mano de obra experta.

### Green Howards
The Green Howards era un regimiento de infantería muy asociado con la ciudad de Middlesbrough y el área sur del río Tees. En su inicio se formó en Dunster Castle, Somerset en 1688 para servicio al rey Guillermo de Orange y al rey Guillermo III. En 1782 este famoso regimiento se unió al "North Riding of Yorkshire".  A medida que Middlesbrough crecía, su población se convirtió en un lugar principal de reclutamiento. The Green Howards era parte de King's Division.

## Lugares conocidos
- Tees Newport Bridge
- Middlesbrough Transporter Bridge
- Riverside Stadium
- Centre North East
- Spectra Txt (Text Tower)

### La noche
Durante el curso universitario, Middlesbrough está llena de ambiente nocturno durante toda la semana, mientras que en vacaciones los días mayor animnación son de jueves a domingo. El local más popular es "the Empire" en el centro de la ciudad. 
El "Club Bongo" es otro local popular los fines de semana, localizado cerca de la estación de tren. "The Crown" en Linthorpe Road, Cornerhouse, Barracuda es también bastante popular. También existe un Cineworld cinema en Middlesbrough Leisure Park y un Showcase cinema situado en la parte de Teesside Park de Middlesbrough.

### Delincuencia
Middlesbrough usa instalaciones combinadas de cámaras CCTV (de circuito cerrado) y altavoces para reprimir a sus ciudadanos cuando están cometiendo faltas, tales como arrojar cigarrillos al suelo, etcétera en lugares públicos.

### Política
Middlesbrough y el área que la rodea tienen 2 miembros en el parlamento. Tradicionalmente ha sido un "asentamiento" laborista, debido, sobre todo, a su historia industrial.

## Deportes

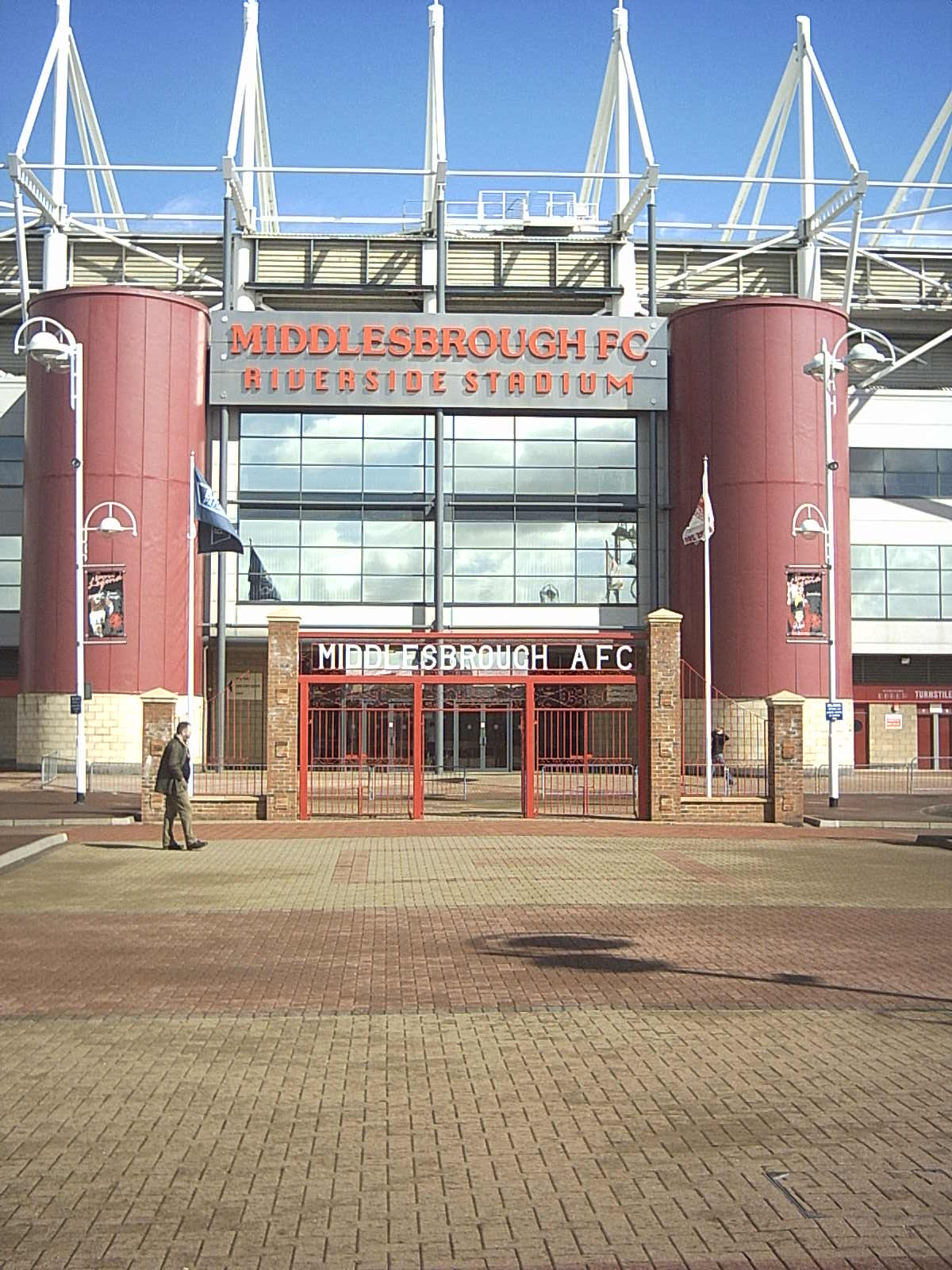
Riverside Stadium 2006.

El club de fútbol local, Middlesbrough FC, se desempeña en la segunda categoría del fútbol nacional, la EFL Championship, es propiedad de un empresario local Steve Gibson, y tiene su sede en el Riverside Stadium, (en los años noventa se trasladó desde su feudo tradicional en Ayresome Park). Después de haber soportado 128 años sin ningún gran trofeo, Middlesbrough ganó finalmente la Carling Cup en 2004, batiendo al Bolton Wanderers por 2–1 en la final en el Millennium Stadium en Cardiff. Otro equipo de la ciudad era Middlesbrough Ironopolis F.C., actualmente desaparecido por quiebra.
En la temporada 2005-2006, tras haber terminado séptimo en la Premier League en la temporada anterior, participa en la copa de la UEFA, llegando por primera vez en su historia hasta la final, tras eliminar al FC Basel y al Steaua Bucarest por 4–3 en el primer partido y 0–3 en la vuelta de ambas eliminatorias. En la final celebrada en el Philips Stadion el 10 de mayo de 2006 cayó derrotado frente al Sevilla FC.

## Televisión y filmografía
Middlesbrough ha aparecido en múltiples programas de televisión como 'The Fast Show', 'River City Blues', 'Spender' y 'Auf Wiedersehen, Pet'.
La empresa de televisión 'Tyne Tees Television' solía dar las noticias para las regiones del sur desde sus estudios, situados en 'Corporation House', antes de trasladarse a sus nuevas instalaciones en Billingham.

## Ciudadanos famosos

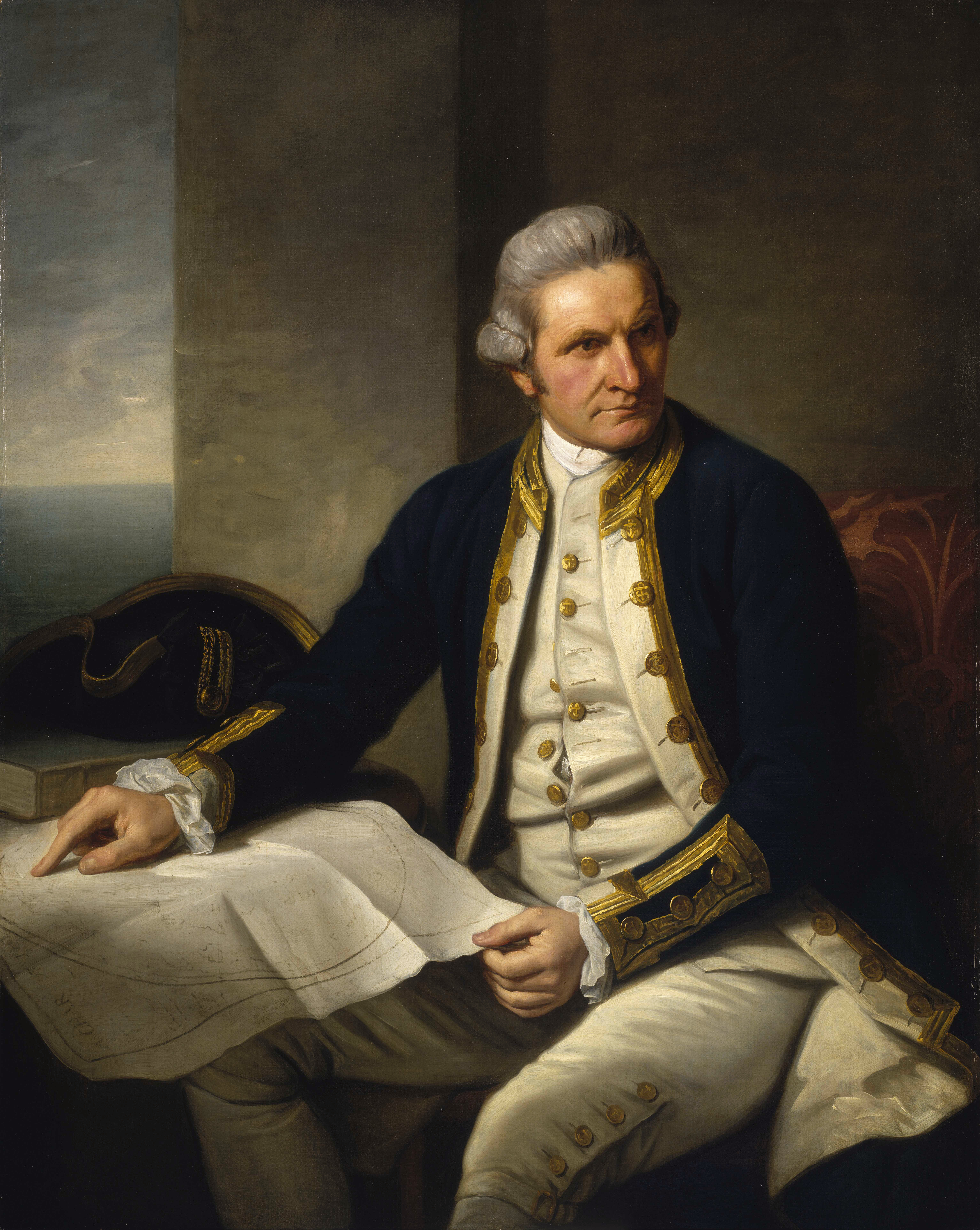
James Cook, retrato de Nathaniel Dance, c. 1775, National Maritime Museum, Greenwich.

- El capitán James Cook, famoso explorador, navegante y cartógrafo nació en Marton, que es actualmente un suburbio en el sudeste de Middlesbrough.
- Brian Clough, jugador y entrenador de fútbol. Anotó 197 goles para el Middlesbrough FC y luego, como entrenador, ganaría diversos títulos nacionales y continentales con el Derby County y el Nottingham Forest.
- El músico Chris Corner, conocido por su paso por las bandas Sneaker Pimps y IAMX.
- James Arthur, cantante y compositor. El artista de Middlesbrough, saltó a la fama al ganar el programa de televisión británico Factor X en 2012. Tras hacerse con el concurso de nuevos talentos, James lanzó "Impossible", que se convirtió en el sencillo más rápidamente vendido en el año. En solo cinco semanas alcanzó el puesto número 1 en Reino Unido, para convertirse en el tema de más éxito del programa televisivo en toda su historia, con más de 2,5 millones de copias vendidas. También fue nominado como Mejor Sencillo Británico del Año en la última edición de los premios BRIT.
- Whitesnake, banda inglesa de hard rock.

## Ciudades hermanadas
Middlesbrough está hermanada con las siguientes ciudades
- Dunquerque, Francia, desde el 12 de abril de 1976
- Oberhausen, Alemania, desde 1974
- Masvingo, Zimbabue, desde 1990